# Olga Filippovna Jakuschko
Olga Filippovna Jakuschko (en biélorusse : Вольга Піліпаўна Якушка), née le 18 mars 1921 à Minsk et morte le 21 août 2012 dans la même ville est une géographe soviétique puis biélorusse. Ses recherches portent d'abord sur la géomorphologie des environs de Minsk avant de se concentrer sur l'étude des lacs. La limnologie des lacs de Biélorussie devient son sujet de thèse, elle est la première femme docteure en géographie dans son pays, et fonde l'école de limnologie biélorusse. Considérée comme une légende de sa discipline, ses travaux permettent une meilleure compréhension de ces milieux et leur protection notamment avec la création de parcs nationaux. Ils sont récompensés de plusieurs prix. 

## Biographie
Olga Filippovna Jakuschko naît le 18 mars 1921 à Minsk en République socialiste soviétique de Biélorussie. Son grand-père est un grand propriétaire terrien et son père exerce comme architecte sur plusieurs grands bâtiments du pays,. Ce dernier porte l'espoir qu'elle suive ses traces mais, passionnée par la nature, elle préfère s'orienter en géologie. Elle commence des études en géographie à l'université d'État de Biélorussie, études mises en parenthèse lors de la guerre, mais qu'elle termine en 1945. Après sa première étude en géomorphologie, elle contribue à la mise en place d'enseignements dans cette discipline. Olga Filippovna Jakuschko fait par la suite toute sa carrière à l'Université d'État de Biélorussie, devenant en 1952 maîtresse de conférence. Elle obtient une bourse d'étude et s'intéresse par la suite aux lacs de Biélorussie. En 1970, elle est la première femme docteure en géographie en Biélorussie. Elle obtient un poste de professeure en 1972 et s’investit dans la direction du département de géologie de son université de 1973 jusqu'en 2006,. 
Durant sa carrière, elle participe à la création d'un manuel de géographie à destination des lycées et qui connaît 10 éditions ainsi que des anthologies sur l'environnement en Biélorussie.

## Travaux
Les recherches d'Olga Filippovna Jakuschko commencent en géomorphologie avant de se consacrer à la limnologie dont elle contribue à la formation de l'école biélorusse. À ce titre, elle est parfois considérée comme une légende de sa discipline.

En 1945, elle réalise une première étude sur la géomorphologie du plateau de Minsk et la formation du relief karstique. En 1955, encouragée par des élèves à s'intéresser aux lacs au nord du pays, elle se spécialise ensuite dans l'étude de ces milieux.

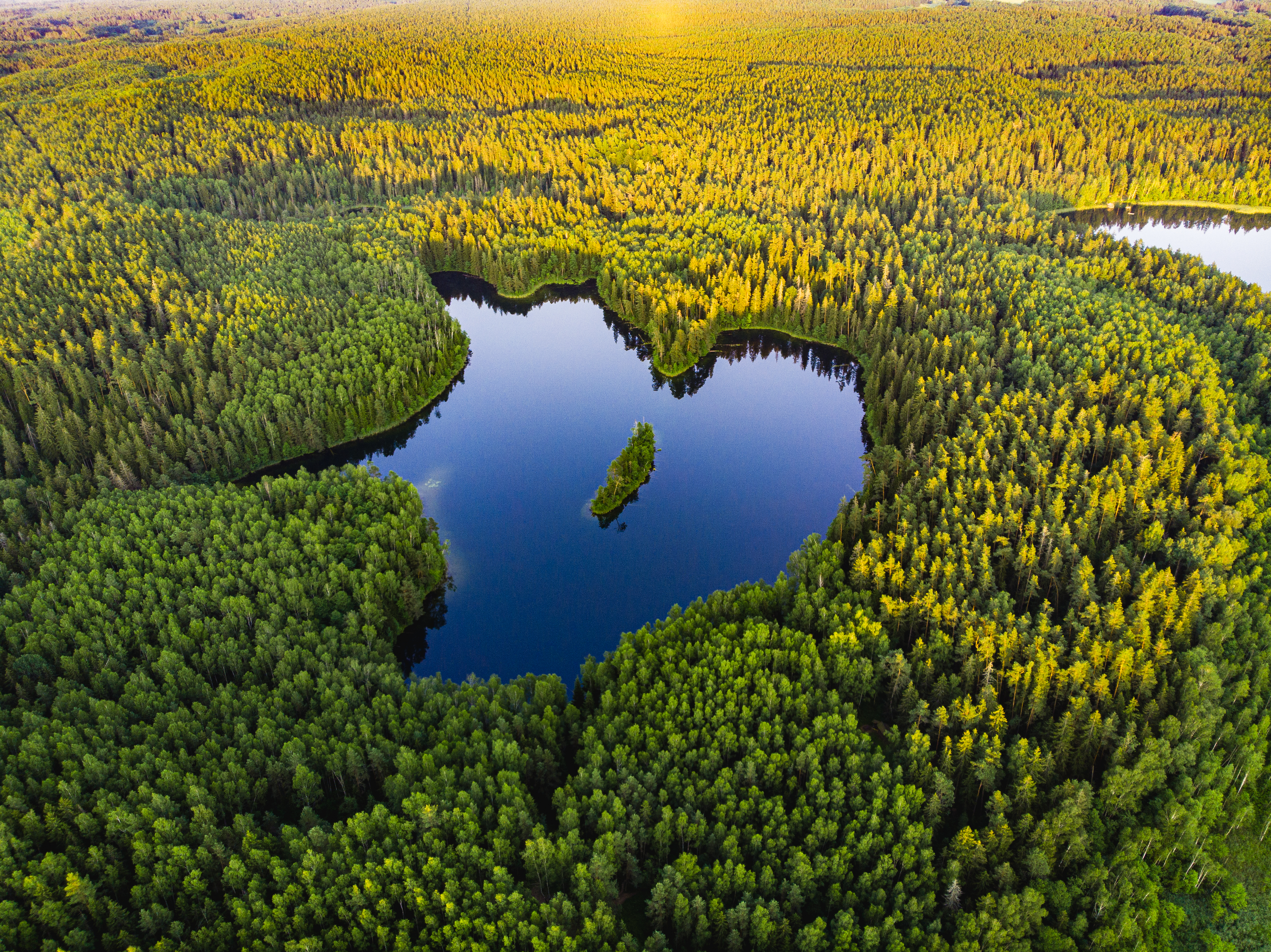
Lac Hlubieĺka, « œil de la Terre ».
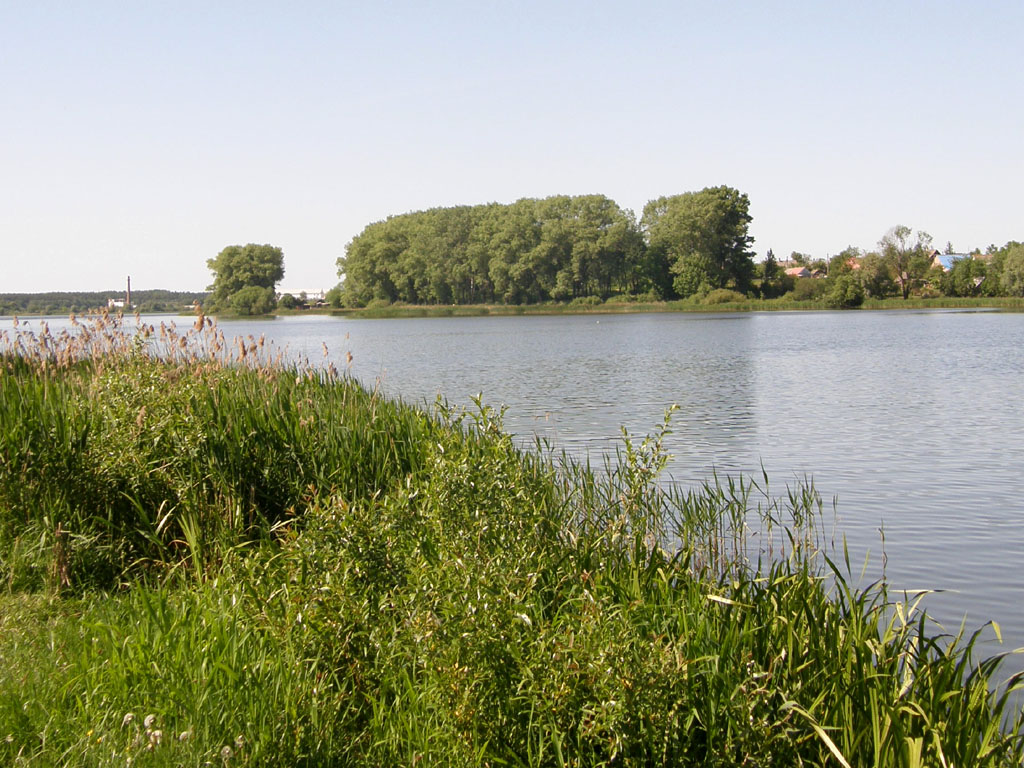
Lac Doŭhaje, le plus profond de Biélorussie.

### Étude en limnologie
Olga Filippovna Jakuschko commence à étudier les lacs suite à plusieurs visites sur ces terrains. Elle sonde le Lac Doŭhaje dont elle propose la première mesure de la profondeur, 45 m (contre 53,7 m aujourd'hui). Elle participe à leur cartographie, à leur étude géologique et chimique ainsi qu'à leur évolution au cours du temps et l'impact produit par les activités humaines. Elle soutient sa thèse en 1970, « Histoire du développement et état actuel des lacs du nord de la Biélorussie ». Pionnière dans l'étude des lacs et des étangs de Biélorusse, elle étudie également les différents paysages qui y sont liés et en propose une division géographique. Ses recherches permettent la mise en place d'espaces protégés et notamment de parcs nationaux en Biélorussie afin de protéger ces lacs.

## Engagement
Olga Filippovna Jakuschko est députée aux Soviets de la ville de Minsk entre 1959 et 1961 puis celui du district de Lénine entre 1967 et 1971.
Elle est membre des comités du parti et des syndicats de l'Université d'État de Biélorussie.
De 1980 à 1990, elle est membre du Conseil de la Société géographique de l'URSS.

## Hommages et distinctions
- Scientifique honoré en 1980[1] ;
- Prix d'État en 1986[1],[6] ;
- Membre honoraire de la Société géographique de Biélorussie[1] ;
- Médaille Francis Skaryna (ru) en 2001[1].

## Publications
Elle est l'autrice de plus de 300 publications, dont des manuels scolaires, des ouvrages de vulgarisation et des notices d’encyclopédie.
- Olga Filippovna Jakuschko, Yчебное пособие по озероведению [« Manuel sur la science des lacs »],‎ 1967
- Olga Filippovna Jakuschko, Белорусское Поозерье [« Région des lacs biélorusses »],‎ 1971
- Olga Filippovna Jakuschko, География в школе [« Géographie à l'école »],‎ 1971
- Olga Filippovna Jakuschko, Геоморфология [« Géomorphologie »]
- Olga Filippovna Jakuschko, Азёры Беларусі [« Lacs de Biélorussie »]
- (ru) Olga Filippovna Jakuschko, Энцыклапедыя прыроды Беларусі [« Encyclopédie de la nature en Biélorussie »],‎ 1986, 459 p.

### Biographie
- (ru) Моя судьба - географический факультет БГУ [« Mon destin à la Faculté de géographie de BSU »],‎ 2009 (lire en ligne)